# Ediciones 98
Ediciones 98 es una editorial española fundada en Madrid en 2007.

## Colecciones
Tiene cuatro colecciones:
- Novela, teatro, poesía, ensayo: autores contemporáneos en castellano, tanto españoles como americanos. Es el mascarón de proa de la editorial. Hasta la fecha han publicado 100 títulos. Algunos autores incluidos en la colección son: Josep Pla, Pío Baroja, Ricardo Baroja, Juan Valera, César González Ruano.
- Historia social, política y literaria. Algunos autores son Santiago Riopérez y Milá, José Luis Abellán.
- Ediciones críticas, anotadas y comentadas. Algunos autores son .
- Biografías, autobiografías, memorias y epistolarios inéditos : textos olvidados de interés actual. Algunos autores son Julio Caro Baroja, Wenceslao Fernández Flórez.

## César González Ruano
En 2012, Ediciones 98 publicó La vida de prisa, los relatos breves González Ruano escribió tras su paso por París, Roma o Berlín, durante la Guerra Civil. Ruano llegó a Sitges en 1943, tras haber pasado casi ocho años fuera de España.

## Stefan Zweig
En 2021 la editorial editó los diarios completos de Stefan Zweig. El editor del volumen de Ediciones 98, Jesús Blázquez, explicó al diario El País que se acogía "a la ley inglesa, que establece un periodo de la propiedad intelectual de 70 años después de la muerte del autor". Según Blázquez, este periodo es válido para Zweig, que obtuvo " la nacionalidad británica unos años antes del suicidio en Brasil". Zweig murió el 22 de febrero del 1942.